# Пурпурова троянда Каїра
«Пурпурова троянда Каїру» (англ. The Purple Rose of Cairo) — кінокомедія американського режисера Вуді Аллена, навіяна класичним фільмом 1924 Бастера Кітона «Шерлок-молодший»

## Зміст
Часи Великої депресії в США. Сесілія важко трудиться офіціанткою, щоб заробити на життя, і єдиною її відрадою стають кінострічки. І ось одного разу той, ким вона так захоплюється на екрані, з'являється в справжньому світі поряд з дівчиною, подарувавши їй неймовірний шанс змінити свою долю.

## Ролі
| Актор           | Роль        |
| --------------- | ----------- |
| Міа Ферроу      | Сесілія     |
| Денні Айелло    | Монк        |
| Джефф Деніелс   | Том Бакстер |
| Едвард Геррманн | Генрі       |
| Джон Вуд        | Джейсон     |
| Гленн Гедлі     | повія       |
| Даян Віст       | Емма        |
| Ван Джонсон     | Ларрі Вайлд |
| Зої Колдуелл    | графиня     |

## Премії та нагороди
- 1986 — номінації на премію Оскар
  - Найкращий оригінальний сценарій
- 1986 — Премія «Золотий глобус»
  - Найкращий сценарій (Вуді Аллен)
- 1986 — номінації на «Золотий глобус»
  - Найкращий фільм. (Музичним / комедія), найкращий актор, найкраща акторка
- 1986 — Премія BAFTA
  - Найкращий фільм, найкращий сценарій
- 1986 — номінація на премію BAFTA
  - Найкраща акторка, найкращі спецефекти
- 1986 — номінації на премію «Сатурн»
  - Найкраща робота режисера, найкращий фантастичний фільм, найкраща акторка, найкращий сценарій
- 1986 — Премія «Боділ»
  - Найкращий неєвропейський фільм
- 1986 — Приз ФІПРЕССІ Каннського кінофестивалю
- 1986 — Премія «Сезар»
  - Найкращий іноземний фільм
- 1986 — Премія асоціації кінокритиків Франції
  - Найкращий іноземний фільм
- 1986 — Премія асоціації кінокритиків Нью-Йорка
  - Найкращий сценарій

## Знімальна група
- Режисер — Вуді Аллен
- Сценарист — Вуді Аллен
- Продюсер — Роберт Грінхат, Чарльз Х. Джофф, Майкл Пейсер
- Композитор — Дік Хаймен